# Uranchimegiin Mönkh-Erdene
Uranchimegiin Mönkh-Erdene (in mongolo Уранчимэгийн Мөнх-Эрдэнэ; 20 marzo 1982) è un pugile mongolo.

## Palmarès
- Olimpiadi

Londra 2012: bronzo nei pesi superleggeri.
- Mondiali - Dilettanti

Milano 2009: bronzo nei pesi superleggeri.
Almaty 2013: bronzo nei pesi superleggeri.
- Giochi asiatici

Doha 2006: argento nei pesi leggeri.
- Asiatici

Incheon 2011: oro nei pesi superleggeri.
Amman 2013: argento nei pesi superleggeri.